# Емін Федір Олександрович
Емін Федір Олександрович, (Махмед-Емін) (6л. 1735, м. н. невід.- 18.04.1770, м. С.-Петербург, тепер РФ) — мандрівник, письменник, зачинатель російської романістики, сатирик, перекладач, історик, філософ, викладач.

## Біографія
У біографії Еміна багато неясностей, оскільки він сам оточував ореолом загадковості своє життя. Навіть прізвище Емін, ймовірно, псевдонім (у перекладі з турецької мови означає «надійний», «вірний», «начальник», «директор», «шеф»).
Народився Еміна у невеличкому містечку на укр. землях, що були під владою Речі Посполитої. Ще в ранньому віці осиротів. 1742 вступив до Києво-Могилянської академії. Жив у бурсацькому сирітському будинку, захоплювався «Подорожніми записками» В. Григоровича-Барського.
Навчаючись у Києві, він, очевидно, крім мов, що вивчались у КМА як обов'язкові, оволодів також турецькою мовою.
1752 успішно закінчив КМА і вирушив у мандрівку до Константинополя. Побував також в Австрії, Італії, Португалії, Єгипті, Алжирі, Тунісі, де опанував ще кілька іноземних мов. Прийняв мусульманство, деякий час служив яничаром.
1761 прибув до Лондона і подав князю О. М. Голіцину прохання про повернення в Росію. Назвавшись Махмед-Еміном, розповів вигадану історію свого життя як турецького «дворянина». Охрестився в домовій церкві князя Голіцина і отримав російський паспорт.
У травні 1761 Емін з'явився у Санкт-Петербурзі і подав імператриці Єлизаветі Петрівні лист італійською мовою з проханням про призначення на службу, підписавшись як Теодоро Емінеску. У ньому описав своє життя ще фантастичніше, ніж у записці, поданій князю Д. О. Голіцину. При цьому підкреслив, що володіє сімома мовами, але російської не знає. Зараховано до Санкт-Петербурзького сухопутного шляхетського кадетського корпусу викладачем італійської мови з платнею 150 руб. на рік. Водночас викладав італійську мову в Академії мистецтв. 1763 — перекладач Колегії закордонних справ у чині титулованого радника. Збереглось прохання Еміна від 1763 до канцлера М. І. Воронцова, в якому він просив про збільшення платні. Про себе Емін знову писав як про колишнього турецького підданого в полковницькому званні, що володів латинською, польською, турецькою, італійською, іспанською, португальською, англійською і французькою мовами. Згодом Еміна переведено на посаду перекладача до Кабінету міністрів.

Смерть Еміна була несподіванкою для його небагатьох друзів. На його могилу не поклали надгробну плиту. Так чинили з самогубцями.
Син Еміна, Микола Федорович Емін (п. 1814), працював у Петрозаводському намісницькому управлінні при Г. Р. Державіну, за його дорученням написав «Краткое описание образа жизни й свойств живущих в смежности с корелами шведских лапландцев», служив виборзьким губернатором. Був плідним письменником-сатириком, писав вірші, робив переклади з французької мови. Серед його праць — комедії «Затоки» (М., 1788), «Мнимий мудрец» (СПб., 1786), повість «Роза» (СПб., 1788), байка «Сильная рука владика» (1786), вперше опублікована у журналі «Правдолюбец» за 1801.

## Літературна та наукова діяльність
У Санкт-Петербурзі Емін уславився як письменник, публіцист, видавець, став першим російським романістом. З 25 книг, виданих ним, 7 — романи, що користувалися великим успіхом у читачів, перевидавалися. У мемуарах сучасників Еміна можна знайти посилання на його твори. Зокрема, М. Карамзін писав, що у дитинстві зачитувався прозою Еміна, зауважуючи при цьому, що «романы, изрядно сочиненные, й разные нравоучения й описання разных земель с их правами й политикой в себе содержащие, суть наиполезнейшие книги для молодого юношества к привлечению их к наукам», підкреслював їхнє значення для утвердження високої моралі, оскільки вони відвертають від зла і прищеплюють любов до добра.
Улюбленою літературною формою Еміна був любовно-адюльтерний роман. Спочатку він робив переклади таких творів, зокрема, переклав з італійської романи «Безщастный Флори-дор, история о принце рекалмуцком» (СПб., 1763); з португальської «Любовный вертоград…» (СПб., 1763); з іспанської «Горестная любовь маркиза де Толедо» (СПб., 1764) та інші. Згодом почав писати сам, використовуючи знання з життя різних країн, у яких побував.
Один із найвідоміших любовно-адюльтерних романів Еміна — «Непостоянная фортуна, или Похождения Мирамонда» (СПб., 1763), який складається з низки оповідань про незвичайні, навіть фантастичні пригоди турецького юнака Мірамонда у Греції, Алжирі та інших країнах. У долі одного з персонажів роману, друга Мірамонда — Ферідота, автор відобразив окремі епізоди власного життя. Тож роман є водночас автобіографічним. Письменник проголошував свої ідеї устами героїв, що жили у різних країнах світу, і це дало йому змогу критикувати неробство дворян, загальне неуцтво і низьку моральну свідомість російського суспільства. У романах «Непостоянная фортуна, или Похождения Мирамонда» та «Приключения Фемистокла» (1763) Емін подав власну програму суспільного розвитку.
Найвидатніший роман Еміна «Письма Эрнеста й Доравры» у чотирьох томах (СПб., 1766) за фабулою та світоглядом близький до «Лії, або Нової Елоїзи» Ж.-Ж. Руссо. У ньому письменник зосередив увагу на особистому житті звичайних людей, художньо дослідив їхні внутрішній стан, емоції та почуття.
Яскравим проявом письменницького таланту Еміна є його сатиричні твори: «Нраво-учительные басни» (СПб., 1764, 1789, 1793), «Сон, виденный в 1765 г., 1 января» (СПб., 1765), де висвітлювалися тогочасні устої Санкт-Петербурзької АН та Академії мистецтв, в Санкт-Петербурзі сухопутному шляхетному кадетському корпусі. Неопублікована комедія Еміна «Ученая шайка», низка епіграм та політичних віршів були спрямовані проти російського письменника та історика М. Д. Чулкова, німецького дослідника давньоруської історії, члена Санкт-Петербурзької АН А.-Л. Шльоцера і особливо проти рос. письменника О. П. Сумарокова, який висміяв Еміна у своїй комедії «Ядовитый». Дружні стосунки у Еміна склалися з письменником і видавцем, випускником КМА В. Рубаном та російським письменником-просвітником (пізніше — в'язнем Шліссельбурзької фортеці) М. І. Новиковим, який у зв'язку зі смертю Еміна опублікував співчутливу статтю у своєму «Опыте исторического словаря о российских писателях». Емін видавав журнал «Пекельна пошта» (Адская почта, 1769), один з найкращих сатиричних часописів у Російської імперії. У відомій полеміці «Всякой всячины» В. Рубана з «Трутнем» М. І. Новикова про значення сатири Еміна був повністю на боці останнього, який засуджував не недоліки взагалі, а вказував конкретно на вади знайомих йому вельмож. «Пекельна пошта» містила багатий матеріал, який усебічно показував життя російського суспільства XVIII ст. висміював і викривав недолугість виховної системи, неуцтво та невігластво, домостроївські засади родинних стосунків, пияцтво та гультяйство, сліпе копіювання іноземщини, корумпованість чиновництва, злочинність тощо.
Друкувалися в «Пекельній пошті» оригінальні есе про Вольтера, Жан Лерон д'Аламбера (Даламбера), В. І. Лукіна, М. І. Новикова, С. К. Наришкіна, В. К. Тредіаковського та інших видатних людей того часу. На сторінках «Пекельної пошти» та часописів Новикова Емін виступив з гострою критикою О. Сумарокова та його оточення. Під нищівну критику Еміна потрапив і М. Ломоносов за прислужництво цариці та її дворові.
Емін — автор історичних праць «Описание Оттоманской Порты» (СПб., 1767 — 69) та «Российская история» в 3-х т. (1767-69). Остання сприймалася тодішніми істориками неоднозначно, проте помітно вплинула на розвиток історіографії XVIII ст. Вершиною творчості Еміна вважається філософсько-богословська праця «Путь к спасению», яка вийшла по його смерті (1780). У ній чітко простежується вплив ідей Г. Кониського, лекції якого Емін, імовірно, слухав ще у КМА. Ця праця перевидавалася кілька разів у XIX ст.